# Yossi Mar-Chaim
Yossi Mar-Chaim (hebräisch יוסי מר-חיים, Yosi Mar-Hayim, Joseph Mar-Haim; * 20. Oktober 1940 in Jerusalem) ist ein israelischer Komponist.
Mar-Chaim studierte von 1961 bis 1968 an der Rubin-Akademie in Jerusalem, danach an der Juilliard School of Music bei Luciano Berio und an der Manhattan School of Music. Seit 1964 komponierte er mehr als 200 Werke, darunter Kammermusik und sinfonische Werke, Film-, Schauspiel- und Ballettmusiken, Opern und Rockopern. Seit den 1980er Jahren entstanden zudem multimediale Werke und Computermusik. 1991 erhielt er den Komponistenpreis des israelischen Ministerpräsidenten, 2003 den israelischen Komponistenpreis.